# Lilo Moessner
Lilo Moessner (* 10. Juli 1941 in Pforzheim) ist eine deutsche Anglistin, Sprachwissenschaftlerin und Hochschullehrerin.

## Leben und Wirken
Nach ihrer Reifeprüfung 1960 am Hilda-Gymnasium Pforzheim studierte Lilo Moessner Anglistik, Romanistik und Pädagogik an den Universitäten Köln, Grenoble und Freiburg/Br. In Freiburg legte sie 1965 das erste Staatsexamen für den höheren Schuldienst ab. Von 1966 bis 1969 war sie wissenschaftliche Mitarbeiterin an einem DFG-Forschungsprojekt „Maschinelle Sprachübersetzung“. 1968 promovierte sie bei Herbert Pilch an der Universität Freiburg und war dort von 1969 bis 1996 als Wissenschaftliche Rätin bzw. Oberrätin tätig. 1985 erfolgte ihre Habilitation. 1992 wurde sie zur außerplanmäßigen Professorin ernannt. Nach Lehrstuhlvertretungen an den Universitäten Regensburg (1992), Bayreuth (1993/94) und der RWTH Aachen (1996) wurde sie in Aachen 1996 ordentliche Professorin für Historische Englische Sprachwissenschaft und Mediävistik. 2006 wurde sie emeritiert. Gastdozentin bzw. -professorin war sie an der Universität Basel (1991) und der Universität Helsinki (1999/2000).
Lilo Moessner beschäftigt sich vor allem mit der Linguistik des Mittelenglisch.

## Veröffentlichungen (Auswahl)
- Automatische syntaktische Analyse englischer nominaler Gruppen (= Ianua linguarum. Series practica, Bd. 148). Mouton, The Hague 1973 (= Dissertation Universität Freiburg/Br.).
- (mit Ursula Schaefer): Proseminar Mittelenglisch. Lehrbuch mit Texten, Grammatik und Übungen. Thesen-Verlag, Darmstadt 1974 (2. Aufl. UTB, Bd. 1466. Francke, Tübingen 1987, ISBN 3-7720-1739-8).
- Morphologie (= Anglistische Arbeitshefte, Bd. 17). Niemeyer, Tübingen 1978, ISBN 3-484-40074-9.
- Early Middle English syntax (= Linguistische Arbeiten, Bd. 207). Niemeyer, Tübingen 1989, ISBN 3-484-30207-0 (= Habilitationsschrift Universität Freiburg/Br.).
- Muß die Entrümpelung der Studiengänge bei den älteren Sprachstufen beginnen? In: Fremdsprachen lehren und lernen, Bd. 18 (1989), S. 82–93.
- The syntax of Older Scots. In: Charles Jones (Hrsg.): The Edinburgh history of the Scots language. Edinburgh University Press, Edinburgh 1997, S. 112–155, ISBN 0-7486-0754-4.
- Diachronic English linguistics. An introduction. Narr, Tübingen 2003, ISBN 3-8233-4989-9.
- (Hrsg.): Proceedings Anglistentag 2004 Aachen. Wiss. Verlag Trier, Trier 2005, ISBN 3-88476-772-0.
- The history of the present English subjunctive. A corpus-based study of mood and modality. Edinburgh University Press, Edinburgh 2020, ISBN 978-1-4744-3799-8.

Außerdem zahlreiche Aufsätze in Fachzeitschriften.